# چه‌کسی خودروی برقی را کشت؟
چه‌کسی خودروی برقی را کشت؟ فیلم مستند آمریکایی است که سال ۲۰۰۶ ساخته‌شده و تولید، تبلیغات محدود و نابودی خودروی برقی در ایالت متحده و به ویژه سرگذشت خودروی ای‌وی-۱ جنرال موتورز را در اواسط دهه ۱۹۹۰ میلادی در آمریکا بررسی می‌کند. در این فیلم نقش ۷ عامل به عنوان متهم‌های نابودی خودروی برقی در آمریکا بررسی می‌شود:

## متهم‌ها
1. مصرف‌کنندگان آمریکایی
2. باتری‌ها
3. شرکت‌های نفتی
4. خودروسازها
5. دولت آمریکا
6. آژانس هوای پاک کالیفرنیا
7. پیل سوختی